# R.U.S.E.
R.U.S.E.는 유진 시스템에서 개발하고 유비소프트에서 출시하는 실시간 전략 게임이다. 유닛을 생산, 조종하는 것뿐만 아니라 가짜 유닛을 이용한 기만전술이나 아군의 능력을 높여주고 적군의 능력을 낮추는 책략(ruse)의 사용을 중시한다. 2차 세계 대전을 배경으로 하며 미국, 독일, 영국, 프랑스, 이탈리아, 소련의 6개 진영이 있다.

## 특징
기타 다른 실시간 전략 게임과는 달리 확대, 축소가 상당히 자유롭다. 최대한 확대를 하면 보병, 전차, 비행기가 실제 크기와 맞게 나타나지만, 축소를 하면 유닛의 크기가 지형에 비해 상대적으로 커져 알아보기가 쉬워지고 어느 정도 이상 축소하면 유닛이 디스크 모양의 모형으로 대체된다. 최대한 축소를 하면 맵 전체가 전투상황실 안의 테이블 위에 있는 것을 볼 수 있다.

### 등장 인물
캠페인에서 플레이어는 미 육군의 조셉 셰리던 소령의 시점으로 플레이를 하게 된다. 예일 대학을 중퇴한 셰리던이 미 육군에 입대하여 1 기갑 사단의 지휘를 맡게 된다. 여기서부터 게임은 시작하여 셰리던 소령이 아프리카에서 독일으로 전투를 지휘하는 과정을 그려낸다.

## 진영
R.U.S.E에서 선택 가능한 진영은 미국, 독일, 영국, 프랑스, 이탈리아, 소련이다. 각각의 진영은 각자 장점과 단점이 있고 고유의 유닛이 존재한다.

## 게임플레이

### 자원
R.U.S.E.에서 자원은 달러 하나만 존재한다. 자원을 얻기 위해서는 맵 곳곳에 있는 보급지점에 보급건물(Supply depot)을 세우거나 행정건물(Administrative building)을 지어야 한다. 건물은 도로 곁에만 지을 수 있는데 건물을 지을 지점을 선택하면 본부(Headquarter)에서 건설 지점까지 도로를 따라 트럭이 이동한 후 건설이 시작된다. 자원 수급 역시 보급건물에서 본부까지 트럭이 이동하여 도착할 때 자원이 수급된다. 따라서 본부까지 이동하는 트럭을 습격하여 자원 수급을 끊을 수도 있고 이 거리를 줄이기 위해 이차 본부(Secondary headquarter)를 짓는 것 역시 가능하다.

### 생산
생산 방법은 기본적으로 다른 실시간 전략 게임과 동일하다. 그러나 생산할 때 유닛을 배치할 지역을 선택해 줘야 하며 생산된 유닛은 자동으로 배치될 지역으로 이동하게 된다. 또한 몇몇 유닛은 업그레이드가 가능하며 업그레이드를 하면 보다 고등한 종류의 유닛으로 대체된다.

### 전투
전투는 기본적으로 다른 실시간 전략 게임과 동일하다. 그러나 유닛의 체력이 표시되지 않고, 유닛이 어느 정도 이상 피해를 입었을 경우 더 이상 공격을 하지 않고 후퇴를 하게 된다. 이렇게 후퇴하는 유닛은 플레이어가 조종이 가능하지만 적을 공격할 수는 없다. 또한 유닛이 입은 피해는 시간이 지남에 따라 자연적으로 회복된다.
R.U.S.E.에서는 적의 움직임을 정찰 없이도 파악할 수 있다. 그러나 정확한 종류는 파악할 수 없으며 간략한 종류만을 알 수 있다. 이 종류를 파악하기 위해서는 아군의 유닛으로 정찰을 하거나 책략(ruse)를 사용해야 한다.

### 책략
R.U.S.E.에서 플레이어는 다양한 책략(ruse)를 사용할 수 있다. 총 10개의 책략이 존재하는데 상대의 정보를 알아내는 책략, 자신의 정보를 숨기는 책략, 가짜 유닛, 건물을 사용하는 책략, 유닛의 능력을 변화시키는 책략의 4가지 종류가 있다.
- 전격전(Blitz) - 선택한 구역 안의 유닛의 이동 속도를 2배로 증가시킨다.
- 광신(Fanaticism) - 아군 유닛이 후퇴하지 않고 죽을때까지 싸운다.
- 공포(Terror) - 적 병력이 쉽게 후퇴하게 한다.
- 모조 건물(Dummy building) - 미끼 건물을 만든다.
- 기만 공격(Decoy offensive) - 기만 유닛을 생성시켜서 특정 지역으로 진격하게 만든다.
- 스파이(Spy) - 적의 확인되지 않거나 숨겨진 유닛들을 보여준다.
- 암호 해독(Decryption) - 구역 안의 모든 적의 움직임을 보여준다.
- 무선 침묵(Radio silence) - 구역 안의 모든 아군 유닛은 적에게서 숨긴다. 제한 시간 없이 구역에서 벗어나지 않는 한 계속 숨겨진 상태를 유지한다. 단 공격시에는 효과가 사라지게 된다.
- 위장막(Camouflage net) - 구역 내의 모든 아군 건물을 숨긴다.
- 역정보(Reverse intel) - 적에게 아군의 발각되지 않은 소형 유닛을 대형 유닛으로, 대형 유닛을 소형 유닛으로 보이게 한다.

## 공개 베타
공개 베타 버전이 스팀에 공개되어 있으며 누구나 2010년 4월 9일까지 무료로 플레이할 수 있다.

## 평가
| 평론 점수 평론사 점수 PC PS3 엑스박스 360 에지 N/A N/A 8/10 [ 3 ] 유로게이머 N/A N/A 8/10 [ 4 ] 패미츠 N/A 29/40 [ 5 ] (X360) 30/40 [ 6 ] 29/40 [ 6 ] 게임 인포머 7.75/10 [ 7 ] 7.75/10 [ 7 ] 7.75/10 [ 7 ] 게임 레볼루션 B+ [ 8 ] N/A N/A 게임프로 [ 9 ] N/A N/A 게임스팟 7/10 [ 10 ] 7.5/10 [ 11 ] 7.5/10 [ 11 ] 게임트레일러스 N/A 7.5/10 [ 12 ] N/A 게임존 N/A 5/10 [ 13 ] 5/10 [ 13 ] IGN 8.5/10 [ 14 ] 8/10 [ 15 ] 8/10 [ 16 ] Joystiq [ 17 ] N/A N/A OXM (US) N/A N/A 7/10 [ 18 ] PC 게이머 (UK) 84% [ 19 ] N/A N/A PSM N/A 7/10 [ 20 ] N/A The A.V. Club N/A N/A B− [ 21 ] Metro N/A 7/10 [ 22 ] N/A 통합 점수 메타크리틱 76/100 [ 23 ] 76/100 [ 24 ] 78/100 [ 25 ] |         |         |                    |
| 평론 점수 |         |         |                    |
| 평론사 | 점수    | 점수    | 점수               |
| 평론사 | PC      | PS3     | 엑스박스 360       |
| 에지 | N/A     | N/A     | 8/10               |
| 유로게이머 | N/A     | N/A     | 8/10               |
| 패미츠 | N/A     | 29/40   | (X360) 30/40 29/40 |
| 게임 인포머 | 7.75/10 | 7.75/10 | 7.75/10            |
| 게임 레볼루션 | B+      | N/A     | N/A                |
| 게임프로 | [ 9 ]   | N/A     | N/A                |
| 게임스팟 | 7/10    | 7.5/10  | 7.5/10             |
| 게임트레일러스 | N/A     | 7.5/10  | N/A                |
| 게임존 | N/A     | 5/10    | 5/10               |
| IGN | 8.5/10  | 8/10    | 8/10               |
| Joystiq | [ 17 ]  | N/A     | N/A                |
| OXM (US) | N/A     | N/A     | 7/10               |
| PC 게이머 (UK) | 84%     | N/A     | N/A                |
| PSM | N/A     | 7/10    | N/A                |
| The A.V. Club | N/A     | N/A     | B−                 |
| Metro | N/A     | 7/10    | N/A                |
| 통합 점수 |         |         |                    |
| 메타크리틱 | 76/100  | 76/100  | 78/100             |